# ڭ

## ڭ در خط عربی
ڭ یک حرف اضافه‌شده به خط عربی است که از ک مشتق شده با افزودن سه نقطه به بالای آن. این حرف در خود زبان عربی استفاده نمی‌شود، اما برای نشان دادن آوای نرم‌کامی /ŋ/ هنگام نوشتن زبان‌های ترکی استفاده می‌شود.
در گویش‌های ترکی نمایانگر آوای نرم‌کامی /ŋ/ بود. به عنوان مثال کلمه دݣز ( däŋiz ، «دریا») است. deniz را در ترکی استانبولی امروزی با deñiz در قرقیزی، ترکمنی، اویغوری و ازبکی مقایسه کنید.

همچنین در سندی و سرائیکی به عنوان ڳ استفاده می‌شود. 
| شكل حرف | شكل حرف | شكل حرف | شكل حرف | شكل حرف |
| جدا     | آغازی   | میانی   | پایانی  |         |
| ݣ       | ݣ‍       | ‍ݣ‍        | ‍ݣ        |         |
| ------- | ------- | ------- | ------- | ------- |

| شكل حرف | شكل حرف | شكل حرف | شكل حرف | شكل حرف |
| جدا     | آغازی   | میانی   | پایانی  |         |
| ڭ       | ڭ‍       | ‍ڭ‍        | ‍ڭ        |         |
| ------- | ------- | ------- | ------- | ------- |

## زبان‌ها
این حرف برای نوشتن در زبان‌های زیر استفاده می‌شود یا شده است:
- جغتایی
- قزاقی
- قرقیزی
- آذربایجانی
- ترکی عثمانی
- اویغور